# 조혈제
조혈제(造血劑, Hematinic)는 조혈 과정에서 혈구의 형성에 필요한 영양소이다. 주된 조혈제는 철, 비타민 B12, 엽산이다. 조혈성분이 결핍되면 빈혈을 유발할 수 있다. 혈액의 헤모글로빈의 양을 증대시키기 위해 투여할 수 있다.